# غرة هاواي
غرة هاواي (الاسم العلمي: Fulica alai) (بالإنجليزية: Hawaiian Coot)‏ هي نوع من الطيور تتبع جنس الغرة من فصيلة المرعات.

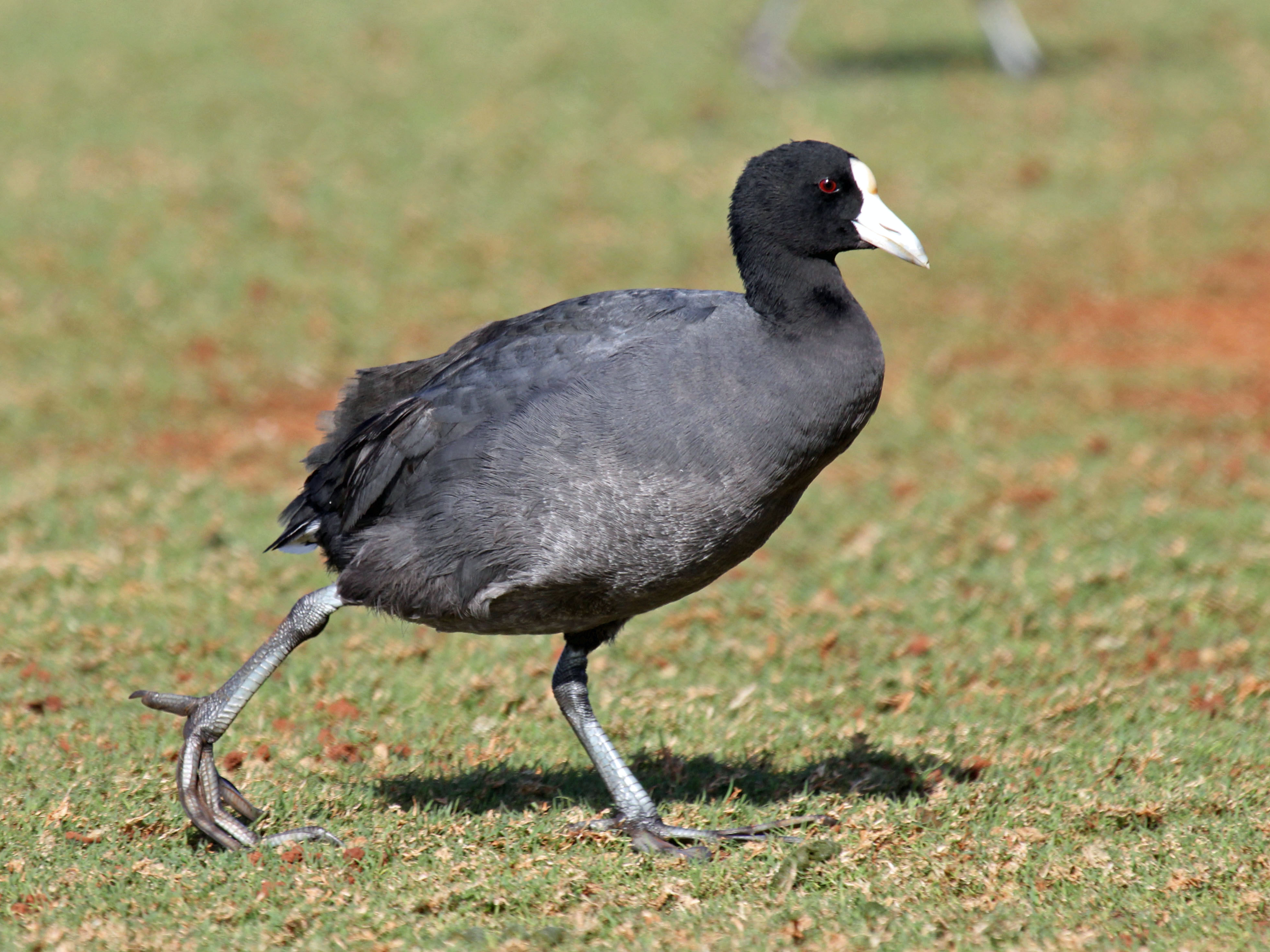
Hawaiian coot with white frontal shield
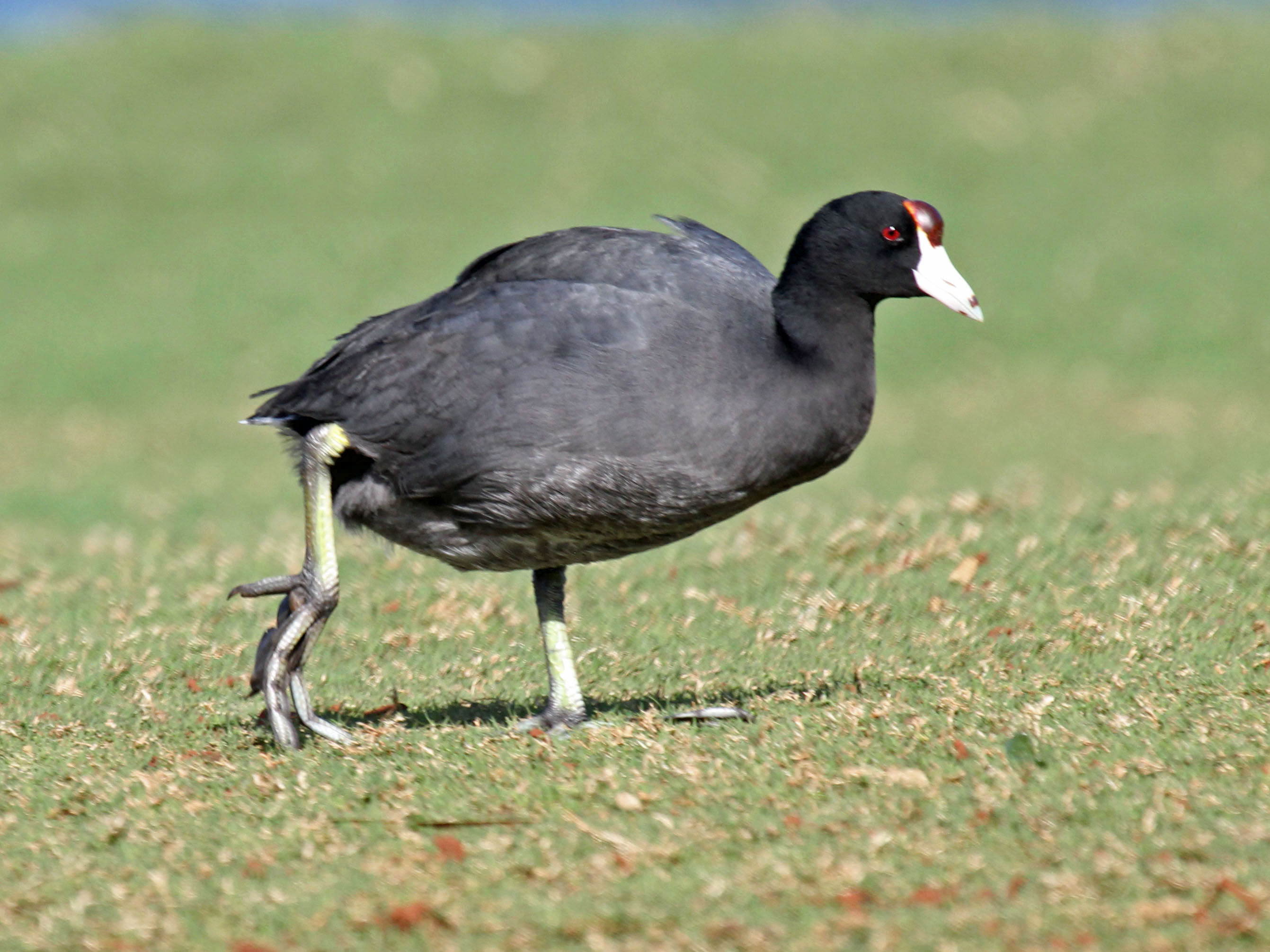
Hawaiian coot with red frontal shield
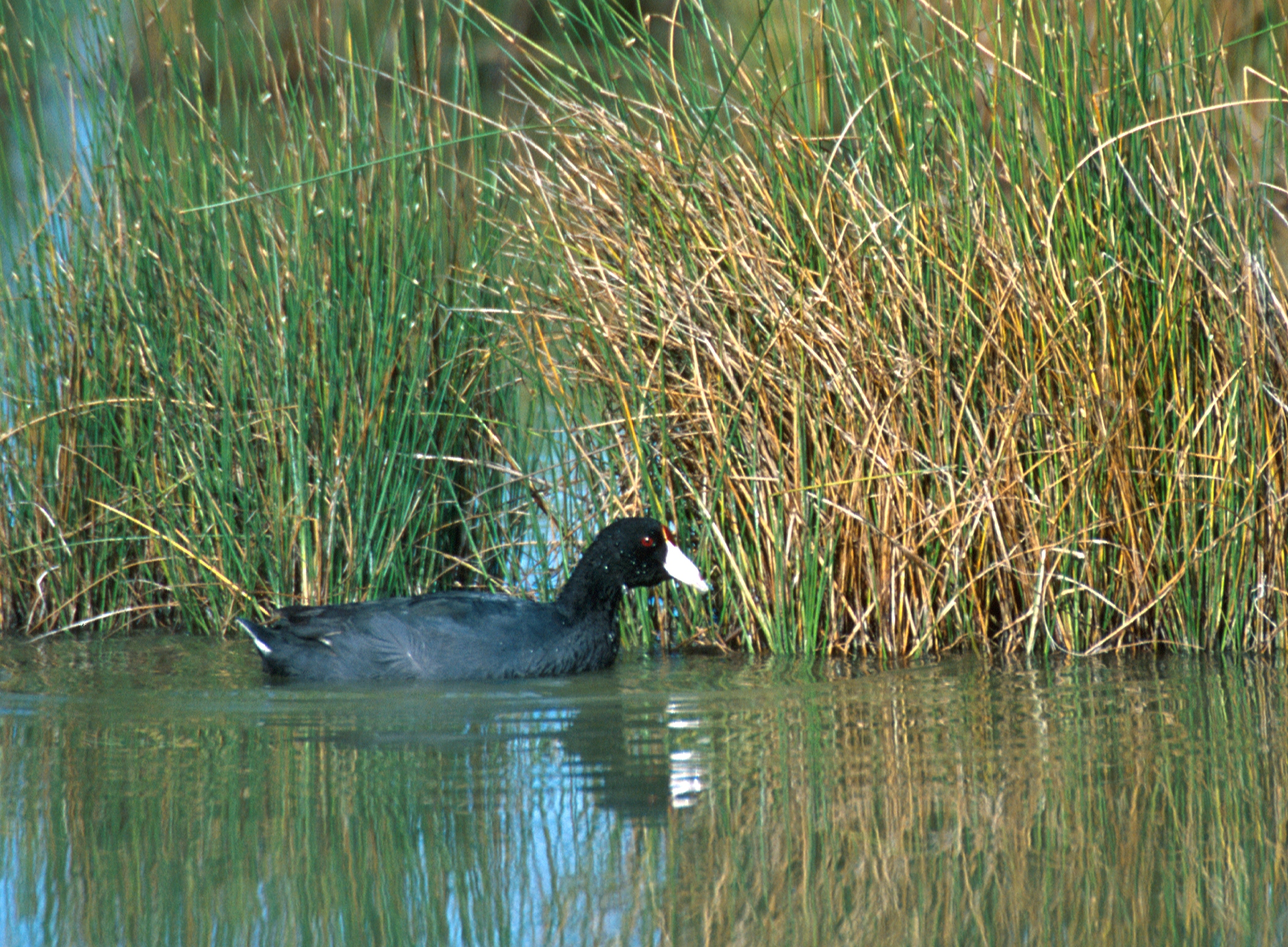
Hawaiian coot with red frontal shield